# Algo extraño sucedió en el viaje a la Luna
Algo raro sucedió en el viaje a la luna (inglés: A Funny Thing Happened on the Way to the Moon) es un documental escrito, producido y dirigido por el director cinematográfico y periodista investigativo Bart Winfield Sibrel, crítico del programa espacial de los Estados Unidos y proponente de la teoría de que los alunizajes del programa Apolo entre 1969 y 1972 fueron montajes llevados a cabo por la NASA.
Sin embargo, científicos, técnicos e interesados en la historia de la exploración espacial han dado explicaciones racionales a los argumentos expuestos por Sibrel, rechazando estas afirmaciones calificándolas de infundadas y de no poseer rigor científico alguno.

## Sinopsis
Según Sibrel, hubo numerosos problemas técnicos y científicos insuperables para llevar un hombre a la Luna y traerlo de regreso a la Tierra de manera segura y que ciertas anomalías e inconsistencias en los registros de la NASA apuntan hacia una farsa. Sin embargo, las afirmaciones de Sibrel sobre un montaje en los alunizajes Apolo han sido rechazadas en los círculos científicos y espaciales.
El documental de 47 minutos se centra principalmente en los cinturones de Van Allen, que son áreas de intensa radiación que rodean el planeta, como razón principal para decir que fue imposible enviar una misión tripulada a la Luna. Sibrel además presenta tomas de vídeo que, según él, son filmaciones de la NASA que se debían mantener secretas, en las que se muestra a la tripulación del Apolo 11 (Neil Armstrong, Michael Collins, y Edwin E. Aldrin) elaborando un montaje con una transparencia de la Tierra contra una ventana en la cápsula de comando.
Sibrel argumenta que el fraude fue realizado debido a que existía la percepción de que si los Estados Unidos, ponían un hombre en la Luna antes que la Unión Soviética, esto significaría la primera gran victoria en la Guerra Fría - puesto que los soviéticos ya habían sido los primeros en poner un satélite artificial en órbita (Sputnik, 1957), el primer hombre en el espacio, y la primera caminata espacial -, en una década turbulenta para los Estados Unidos durante la cual sólo tenía para mostrar una serie de fracasos entre las que se destacaban el desastre de la Invasión de Bahía de Cochinos, el asesinato de Martin Luther King, la guerra de Vietnam, el asesinato de John F. Kennedy, etc.
Según Sibrel para ocultar los detalles de la falsificación la transmisión televisada al público fue una imagen en blanco y negro de segunda generación, esto es filmada de una imagen proyectada sobre una pantalla, a pesar de que, según él, los astronautas sólo utilizaron cámaras de vídeo en color de alta resolución. 
Algo extraño sucedió en el viaje a la Luna, también examina las famosas fotografías lunares. Bart Sibrel señala lo que a su modo de ver son anomalías tales como que son las sombras no son paralelas en las fotos, para intentar probar que varias luces artificiales se usaron en las tomas; para examinar las tomas de vídeo Sibrel aumenta su velocidad para intentar convencer de que la caminata sobre la Luna y las maniobras de los rovers lunares fueron filmadas en la Tierra y que su velocidad fue después reducida para simular la baja gravedad lunar.
El documental es narrado por la actriz británica Anne Tonelson.

## Críticas
"Bart (Sibrel) ha malinterpretado cosas que son inmediatamente obvias para cualquiera que haya leído extensamente sobre la historia del programa Apolo y su documentación, o para cualquiera que haya estado en el interior del módulo de comando Apolo o de una réplica exacta", dijo el columnista del Birmingham News Jim McDade. Acusa al documental de Sibrel de estar "lleno de falsedades, insinuaciones, acusaciones estridentes, medias verdades, falacias lógicas y conclusiones precipitadas."
McDade acusa a Sibrel de refritar viejas teorías; "la única cosa nueva y rara" en 'Algo extraño sucedió en el viaje a la Luna' es el argumento de que las vistas de la Tierra fueron filmadas a través de un pequeño agujero para dar la impresión de que el Apolo 11 no estaba en órbita terrestre baja. 
El vídeo que Sibrel afirma es "una filmación secreta y muestra a la tripulación del Apolo 11 elaborando un montaje", es en realidad una grabación de los astronautas preparándose en el módulo de comando para una retransmisión en directo (haciendo pruebas de lo que dirán, experimentando con diferentes posiciones de la cámara, etc.). 
El vídeo está en dominio público desde hace décadas, y está disponible, por ejemplo, en el DVD del Apolo 11 de la página Films (enlace roto disponible en Internet Archive; véase el historial, la primera versión y la última)., que compila retransmisiones espaciales y otros materiales sobre astronáutica.
Tampoco es cierto, como afirma Sibrel, que en las misiones Apolo sólo se usaran cámaras en color. La cámara del Apolo 11 era en blanco y negro, y sólo a partir del Apolo 12 se utilizaron cámaras en color.
Sibrel ha adquirido también algo de popularidad como acosador de astronautas. Un famoso incidente con Buzz Aldrin condujo a que un enfadado Aldrin pegara un puñetazo a Sibrel. Fue mostrado en las noticias y tertulias televisivas de todo el país, y Sibrel se convirtió en el blanco de muchas bromas.

## Citas
El documental resalta las siguientes citas:
- De Neil Armstrong en la Casa Blanca durante el 25º aniversario del viaje a la Luna:

"Hoy tenemos a este grupo de estudiantes de entre los mejores de América. A ustedes les decimos que nosotros sólo hemos hecho el comienzo, les dejamos mucho por hacer. Hay muchas ideas por descubrir, muchos avances disponibles, para aquellos capaces de quitar una de las capas protectoras de la verdad".
- De Richard Nixon para referirse al alunizaje del Apolo 11:

"Es la semana más grande desde la creación, desde que se extendieron los cimientos de los mares, desde el origen mismo del universo..."
- De la Biblia, Mateo 10:26:

"No hay nada oculto que no vaya a ser revelado"